# Transpeptidáza
Transpeptidáza je termín, používaný pro enzymy, které katalyzují vznik amidové vazby mezi volnou aminoskupinou a karbonylovou skupinou, v rámci již existující peptidové vazby.

## Známé transpeptidázy
- Gama-glutamyl transpeptidáza (GGT)
- DD transpeptidáza
- D-glutamyl transpeptidáza